# Schmachtendorf
Schmachtendorf ist ein Stadtteil der kreisfreien Stadt Oberhausen in Nordrhein-Westfalen und zählte am 31. Dezember 2023 auf einer Fläche von 333 ha 8.327 Einwohner.

## Lage
Schmachtendorf liegt im Norden des Stadtbezirks Sterkrade. Es grenzt nördlich an Dinslaken-Hiesfeld, im Osten an die Walsumermark und Königshardt, getrennt durch die Autobahn A3, im Süden an Alsfeld und die Weierheide, getrennt durch die Autobahn A3 Richtung Köln, und im Westen an Holten und Barmingholten.

## Geschichte

### Ortsgeschichte
Schmachtendorf war bereits in der Mittelsteinzeit besiedelt, wovon eine Vielzahl von Geräten aus Feuerstein, die in der Gegend gefunden worden sind, zeugen. Aufgrund des kargen Sandbodens, der keine ausreichenden Ernten ermöglichte, zogen die sesshaft gewordenen Jäger wieder fort.

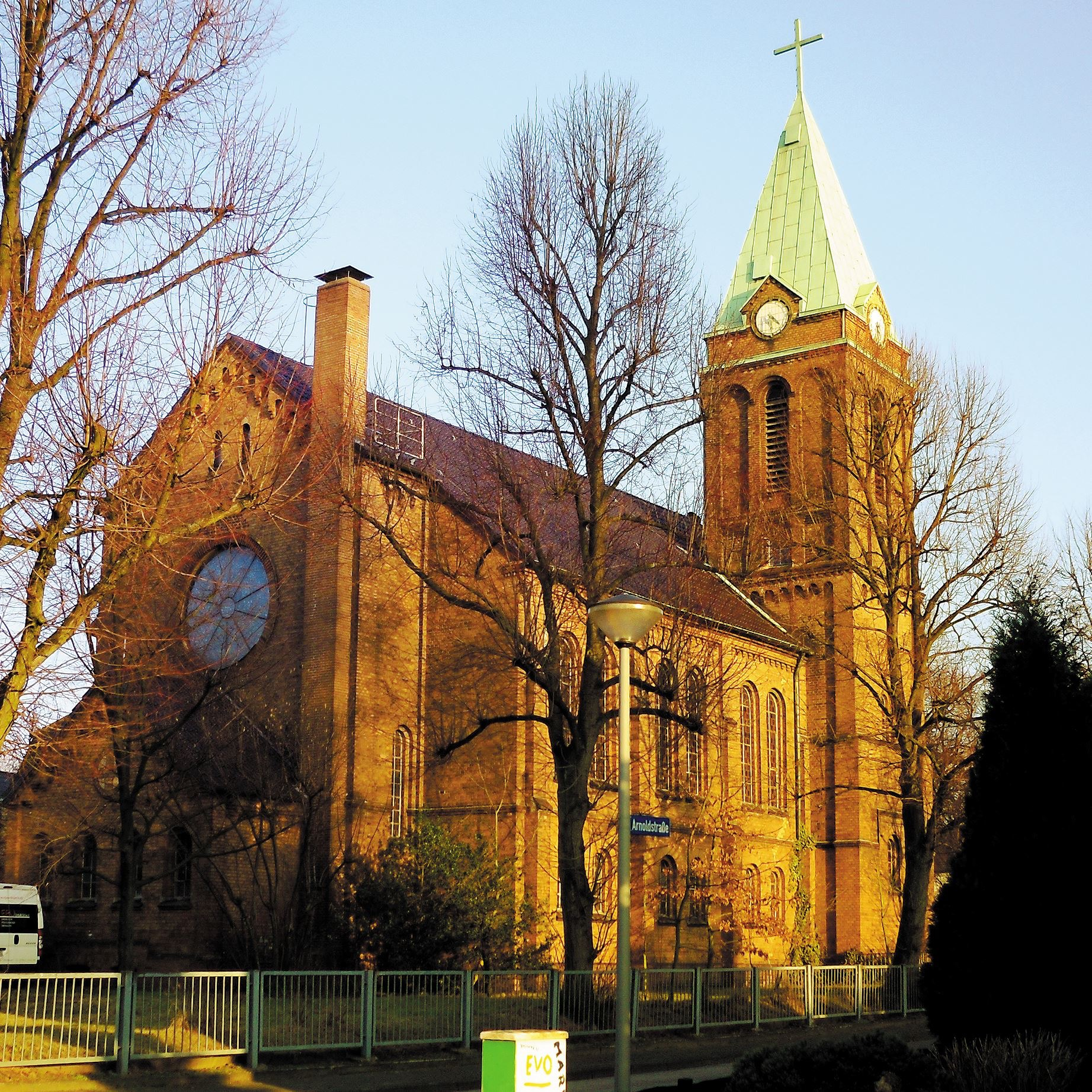
Die Evangelische Kirche Schmachtendorf

Die eigentliche Geschichte Schmachtendorfs beginnt 1749 mit einem Siedler aus Wesel namens Johann Fester, der sich damals in der „Bergischen Hufe“, so wurde das Gebiet zwischen den Bächen Tüsselbeck und Handbach genannt, niederließ. Im Jahr 1762 erscheint der Name Schmachtendorf erstmals im lutherischen Kirchenbuch Hiesfelds. Er weist auf die notvollen Lebensverhältnisse der ersten Siedler am Handbach hin.
Erst ein Jahrhundert später entwickelte sich die unscheinbare Siedlung – bedingt durch die Aufteilung der Gemeinheitsländereien – mit Mühle (1867), Bauernwirtschaft (1870) und Schmiede (1883) sowie den zwei Schulen (Martini 1854 und Dunkelschlag 1873) und den beiden Kirchen (kath. St. Josef 1898 und ev. Kirche 1906) zu einem kleinen Dorf.
Für das Wachstum Schmachtendorfs von besonderer Bedeutung war der Aufschwung der Gutehoffnungshütte in Sterkrade um 1870. Die Einrichtung des Bahnhofs Holten 1887 an der bereits 1856 eröffneten Bahnlinie Oberhausen-Arnheim brachte den Anschluss an den regionalen Verkehr. Weiteren Zuzug erhielt der Stadtteil um 1900 durch das Abteufen der Zeche Hugo Haniel am Waldteich und die damit verbundenen Bergmannskolonien. Sie bewirkten die Eröffnung einer Postagentur im Mai 1900. Schmachtendorf gehörte ursprünglich zum Dorf Hiesfeld, das 1905 zur größten Landbürgermeisterei des Kaiserreiches aufgestiegen war. 1917 wurde diese zwischen den Städten Dinslaken und Sterkrade aufgeteilt, das Schmachtendorf erhielt. Durch die Gebietsreform des Ruhrgebiets 1929 wurde es mit Sterkrade nach Oberhausen eingemeindet.

### Ortsname
Der Name Schmachtendorf taucht erstmals 1762 im lutherischen Kirchbuch von Hiesfeld auf und weist auf die notvolle Lage der ersten Siedler hin.

## Statistik
Zum 31. Dezember 2017 lebten 8.411 Einwohner in Schmachtendorf.
Struktur der Bevölkerung:
- Minderjährigenquote: 14,5 % (Oberhausener Durchschnitt: 15,7 %)[5]
- Altenquote: 24,5 % (Oberhausener Durchschnitt: 21,5 %)[6]
- Ausländeranteil: 5,7 % (Oberhausener Durchschnitt: 15,0 %)[7]
- Arbeitslosenquote: 4,2 % (Oberhausener Durchschnitt: 8,2 %)[8]

## Politik

### Wappen
Blasonierung: In Silber (Weiß), über einer von zwei grünen (Wacholder-)Sträuchern begleiteten roten, eingebogenen und gekürzten Spitze, diese belegt mit einem silbernen Spatenblatt, ein schwarzer Dreispitz.
Bedeutung: Die Bäume markieren den Wacholder, der als Charakterpflanze des einstigen Dünen- und Heidegebietes das Landschaftsbild bestimmte und durch seine Früchte und sein Holz für die frühen Bewohner Schmachtendorfs von besonderem Nutzen war. Das Spatenblatt stellt das wichtigste Gartengerät dar, mit dem die ersten Siedler den unfruchtbaren Sandboden in mühsamer Arbeit kultivierten. Der Dreispitz dokumentiert die königlich-preußische Staatsgewalt des 18. Jahrhunderts, deren Billigung die Ansiedlung der ersten Kolonisten erst ermöglichte.

## Wirtschaft und Infrastruktur

### Infrastruktur
Mit der Neugestaltung der Ortsmitte um Markt und Dudelerstraße von 1988 bis 1991 erhielt Schmachtendorf seine Urbanität. Bereits seit 1976 gibt es den Wochenmarkt. Die umliegenden Waldgebiete Hühnerheide im Norden sowie der Sterkrader- und der Oberhausener Stadtwald am Dunkelschlag im Süden bieten Raum für diverse Freizeitaktivitäten.
Der Schmachtendorfer Heimatforscher Karl Lange schreibt über die Hühnerheide wie folgt:

„Sie trägt ihren Namen von dem Reichtum an Wildhühnern. Als Wald-Heidegebiet war sie für diese Tiere besonders geschaffen. Sie war ein Teil der großen Walsumer Mark und umfasste ein Gebiet von 2116 Morgen (1781) Sie war nicht nur das kleine Waldgebiet, das wir heute als Hühnerheide kennen.“

Nach der Amtskarte von 1736 gehörte auch noch der Brink dazu. Dieses Gebiet wurde von allen Anwohner der umliegenden Gemeinnutzung der Hühnerheide. Darin heißt es:

„Die Hühnerheide liegt in einem Parzell zusammen und besteht durchaus, mit Ausnahme weniger Niedrigungen, aus Sandboden, welcher zum Teil eine Unterlage von Kies, zum Teil eine Unterlage von Lehm hat. Obzwar gleich die Lage eben und das Klima so günstig ist, so liegt der Teilungsgegenstand im Durchschnitt der Entfernung von einzelnen Bauernhöfen, welche den Kommunal-Verband von Hiesfeld bilden, doch immer dreiviertel bis eine Stund entfernt und ist also der Entfernung wegen zu nichts weiter als zu Holz-Kulturen und zur gemeinschaftlichen Hute und Plaggenmahd seitens der Eingesessenen zu benutzen.“

Über die Auseinandersetzungen zwischen dem königlichen Fiskus und den Hiesfelder Sevitutberechtigten (Nutzungsberechtigten) hatte am 18. Februar 1826 eine Einigung stattgefunden. Daraufhin wurde die Hühnerheide ohne Rücksicht auf Bodenqualität in der Weise aufgeteilt, dass der Fiskus ein Drittel der Ländereien erhielt (Waldflächen), während mit den anderen zwei Dritteln die Eingesessenen von Hiesfeld, die Bürgerschaft von Holten und die wenigen Berechtigten von Sterkrade abgefunden wurden (insgesamt 360).
Nach erfolgter Aufteilung hörte nun die gemeinsame Nutzung auf. Die Hühnerheide war immer ein geschätztes Jagdgebiet. Noch um die Jahrhundertwende besaß sie einen beachtlichen Rotwildbestand. Im März 1896 berichtet das Sterkrader Volksblatt, dass in der sogenannten Hühnerheide der Forstaufseher Herr Knichel, Schmachtendorf, einen Kapitalen Zwölf-Ender im Gewichte von 240 Pfund ohne Geweih und Aufbruch zur Strecke gebracht hatte. Und im November desselben Jahres schrieb die Neue Oberhausener Zeitung:

„… hatte bei einer Treibjagd in der Hühnerheide der königliche Förster Herr Otto zu Forsthaus Fernewald, dass seltene Waidmannsheil, einen kapitalen Achtender Rehbock zu erlegen.“

Nur ein Jahr später bescherte das Jagdglück dem Hegemeister Knichel nochmals einen Kronenzehner von 184 Pfund Gewicht. Heute ist die Hühnerheide nur noch 126 Hektar groß. Seit dem 1. Dezember 1964 gehört sie der Stadt Oberhausen und wird als Naherholungsgebiet genutzt.

### Bildung
In Schmachtendorf befinden sich die Grundschule an der Oranienstraße, welche aus der Fusion der städtischen Grundschule Schmachtendorf sowie der katholischen Dunkelschlagschule hervorgegangen ist.
Die Heinrich-Böll-Gesamtschule ist die einzige weiterführende Schule im Stadtteil.

### Verkehr
Durch den Bahnhof Oberhausen-Holten an der Bahnstrecke Oberhausen-Arnheim sowie durch Autobahnausfahrt Dinslaken-Süd/OB-Schmachtendorf der A3 ist der Stadtteil gut an das Verkehrsnetz angebunden. Mit den Buslinien SB90, SB98, 954, 955 und 960 des Verkehrsverbundes Rhein-Ruhr ist Schmachtendorf in das Nahverkehrsnetz eingebunden. Es war mal geplant, die Straßenbahnlinie 112, die derzeit in Sterkrade-Mitte am Neumarkt endet, bis Schmachtendorf auszubauen, was aufgrund der dichten Besiedlung sicherlich wirtschaftlich gewesen wäre. Dies scheiterte damals aufgrund von Bürgerprotesten.
| Linie | Linienweg | Takt (Mo–Fr) | Betreiber |
| ----- | --- | ------------ | --------- |
| SB90  | Holten Markt – OB-Holten Bf – Schmachtendorf Heinrich-Böll-Gesamtschule – Alsfeld Jägerstr. – Ludwigshütte – OB-Sterkrade Bf – OLGA-Park – Neue Mitte Oberhausen – Oberhausen Hbf – Alstaden – Ruhrpark – Mülheim-Styrum Linie verkehrt zwischen Sterkrade Bf und Oberhausen Hbf über die ÖPNV-Trasse Oberhausen   | 20 min       | STOAG     |
| SB98  | Königshardt Falkestr. – Walsumermark – Schmachtendorf – Alsfeld Jägerstr. – Ludwigshütte – OB-Sterkrade Bf – OLGA-Park – Neue Mitte Oberhausen – Oberhausen Hbf – Bero-Zentrum – Rehmer – Alstaden Fröbelplatz Linie verkehrt zwischen Sterkrade Bf und Oberhausen Hbf über die ÖPNV-Trasse Oberhausen             | 20 min       | STOAG     |
| 954   | Walsumermark Hirschkamp – Neuköln – Brink – Walsumermark Eichsfeldstr. – Schmachtendorf – Waldhuck – Barmingholten – OB-Holten Bf – Holten Markt – Biefang Dienststraße – Buschhausen Friesen-/Beerenstraße – OB-Sterkrade Bf                                                                                      | 30 min       | STOAG     |
| 955   | Schmachtendorf Heinrich-Böll-Gesamtschule – OB-Holten Bf – Siedlung Dunkelschlag – Alsfeld – OB-Sterkrade Bf – Buschhausen Mitte – Lirich – Bero-Zentrum – Oberhausen Hbf – Anne-Frank-Realschule | 60 min       | STOAG     |
| 960   | OB-Holten Bf – Schmachtendorf – Walsumermark – Königshardt – Kirchhellener Straße – Alsfeld Dragonerstr. – OB-Sterkrade Bf – OLGA-Park – Neue Mitte Oberhausen – Oberhausen Hbf – Rathaus – Knappenmarkt – Schlad Wehrstr. Linie verkehrt zwischen Sterkrade Bf und Oberhausen Hbf über die ÖPNV-Trasse Oberhausen | 20 min       | STOAG     |